# Пруф (крепость алкоголя)
Пруф (англ. alcohol proof, proof spirit) — единица измерения крепости напитков в англоязычных странах. Определение единицы различалось в Великобритании и США. В настоящее время в США значение пруфа равно удвоенному значению градусности алкоголя (то есть один градус алкоголя по величине равен двум «градусам» пруфа), в Великобритании более не применяется (исторически один «градус» пруфа был равен 4/7 градуса алкоголя, то есть значение пруфа напитка было равно 7/4 количества градусов в нём).

## История
В Великобритании с XVIII века до января 1980 крепость напитков измеряли по отношению к англ. proof spirit, который имел плотность 12/13 от плотности воды, или крепость 57,15 градуса.
Название восходит к XVI веку, когда в жалованье английских моряков входила порция рома. Чтобы убедиться, что ром не был разбавлен водой, доказательство (англ. proof) его крепости приводилось путём смачивания им пороха. Если смоченный ромом порох было невозможно зажечь, то крепость рома считалась недостаточной (англ. under proof). Порох не горел в смеси с содержанием алкоголя ниже 57 %, потому крепость в 57 градусов стала называться англ. "100° proof". С 1816 года испытание порохом было заменено на измерение плотности.

## Современные единицы

### Великобритания
Величина 57,15 % очень близка к 4/7 ≈ 0,5714. Потому в Великобритании применялся коэффициент 7/4 = 1,75 для пересчёта между объёмным процентом алкоголя и пруфом. Так, 40-градусный напиток помечался как англ. 70° proof, а чистый спирт — 175°. С 1 января 1980 года Великобритания перешла на систему объёмных процентов в соответствии с правилами Евросоюза.

### США
В США пруф появился около 1848 года и с самого начала определялся аналогично градусу: 50 % алкоголя по объёму соответствует англ. 100 proof.

### Канада
Законодательство Канады следует американскому и использует объёмные проценты алкоголя. Однако неформально используется также британский пруф: англ. over-proof rum означает более чем 57 % алкоголя.

### Австралия
Подобно Канаде, Австралия перешла от британской системы к объёмным процентам[когда?], но использует англ. overproof для напитков крепче 57,1° алкоголя.